# Capella Palatina de Palerm
La capella Palatina (en italià Cappella Palatina) és la capella reial dels reis normands de Sicília, situada al centre de la planta baixa del Palau dels Normands.
La capella fou encarregada per Roger II de Sicília per a substituir la capella anterior construïda al voltant de 1080 (actualment la cripta). Les obres començaren el 1129 o 1132 i la capella fou consagrada el 28 d'abril de 1140 com a capella privada de la família reial. Els mosaics que la decoren encara no eren acabats del tot el 1143. El santuari, dedicat a sant Pere, conté una cúpula de basílica. Té tres absis, usual en l'arquitectura romana d'Orient, i sis arcs apuntats (tres en cada costat de la nau central), que reposen sobre columnes clàssiques reutilitzades.
Al juliol de 2015, el conjunt «Palerm arabonormand i les catedrals de Cefalú i Monreale» entrà en la llista del Patrimoni de la Humanitat per la Unesco. La capella Palatina és un dels nou béns que comprén la declaració (amb l'ID 1487-001).

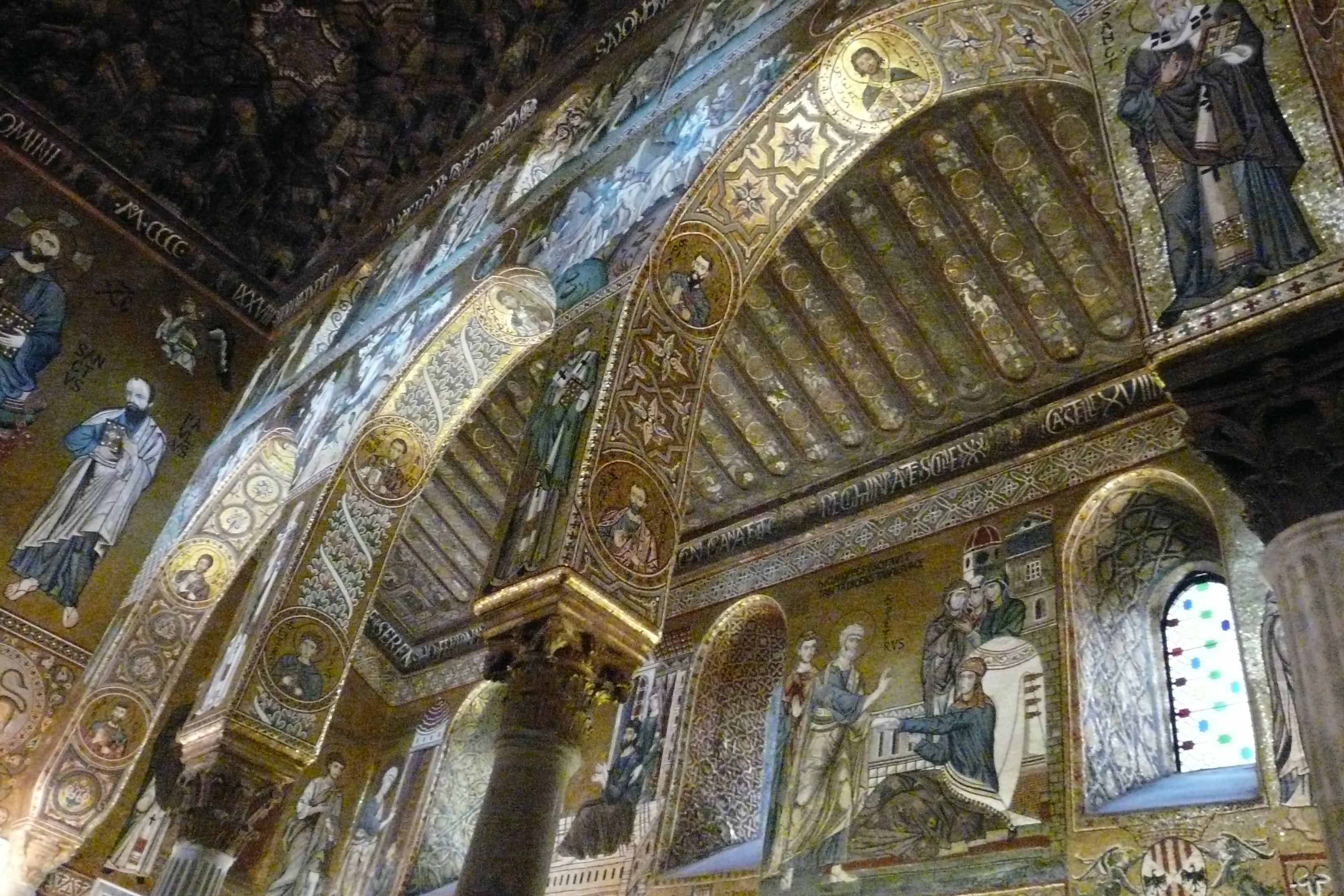
Mosaic de tessel·les
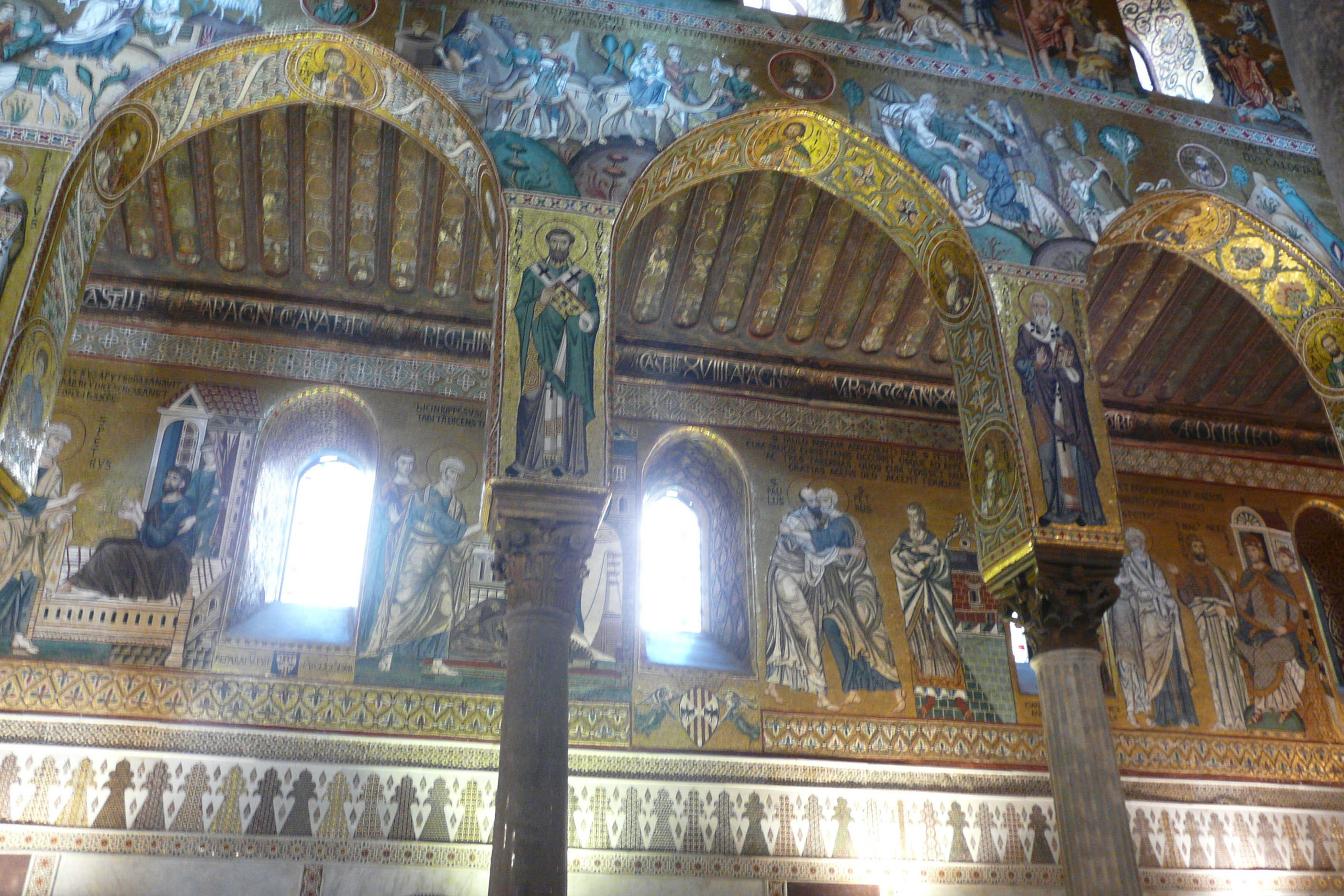
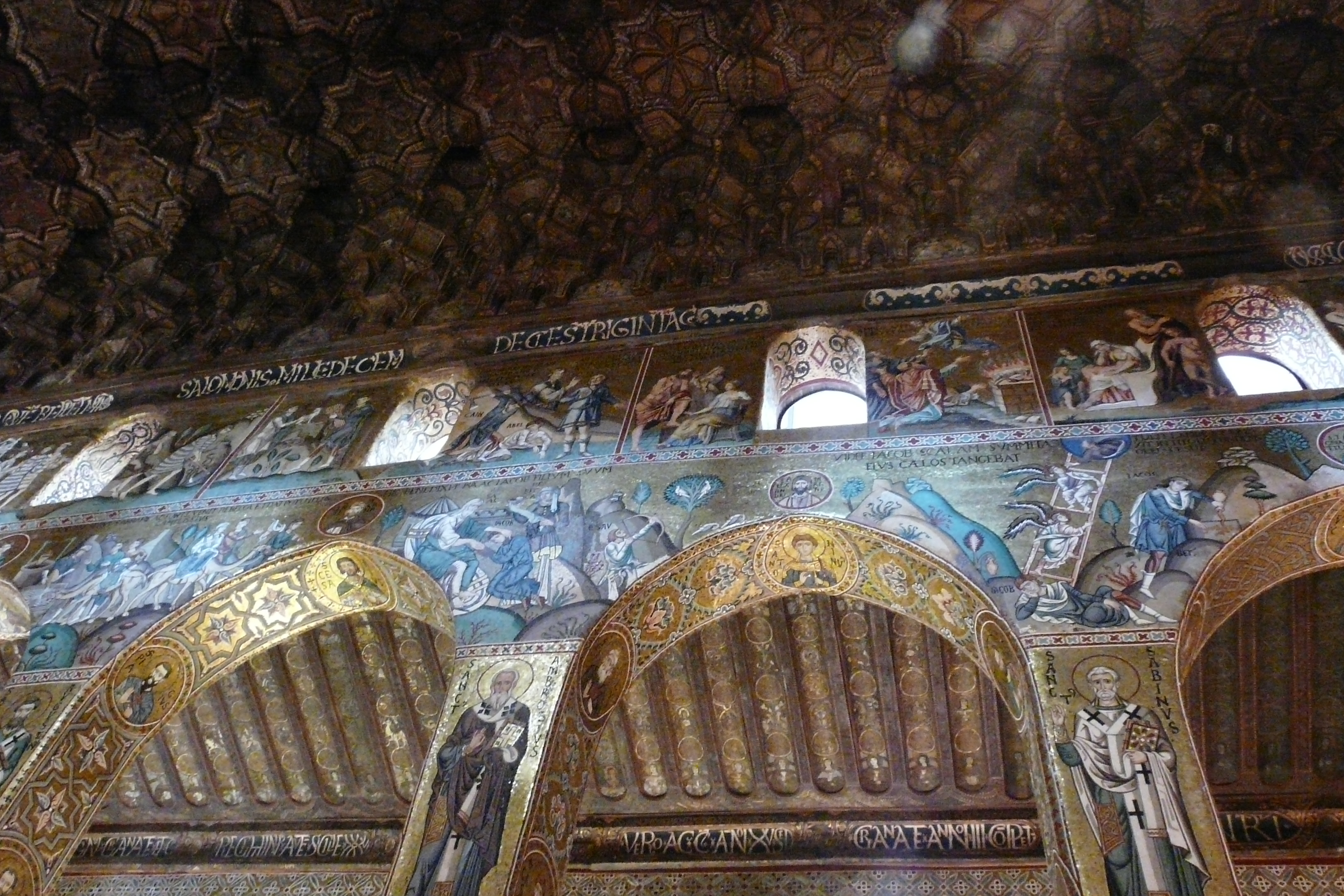
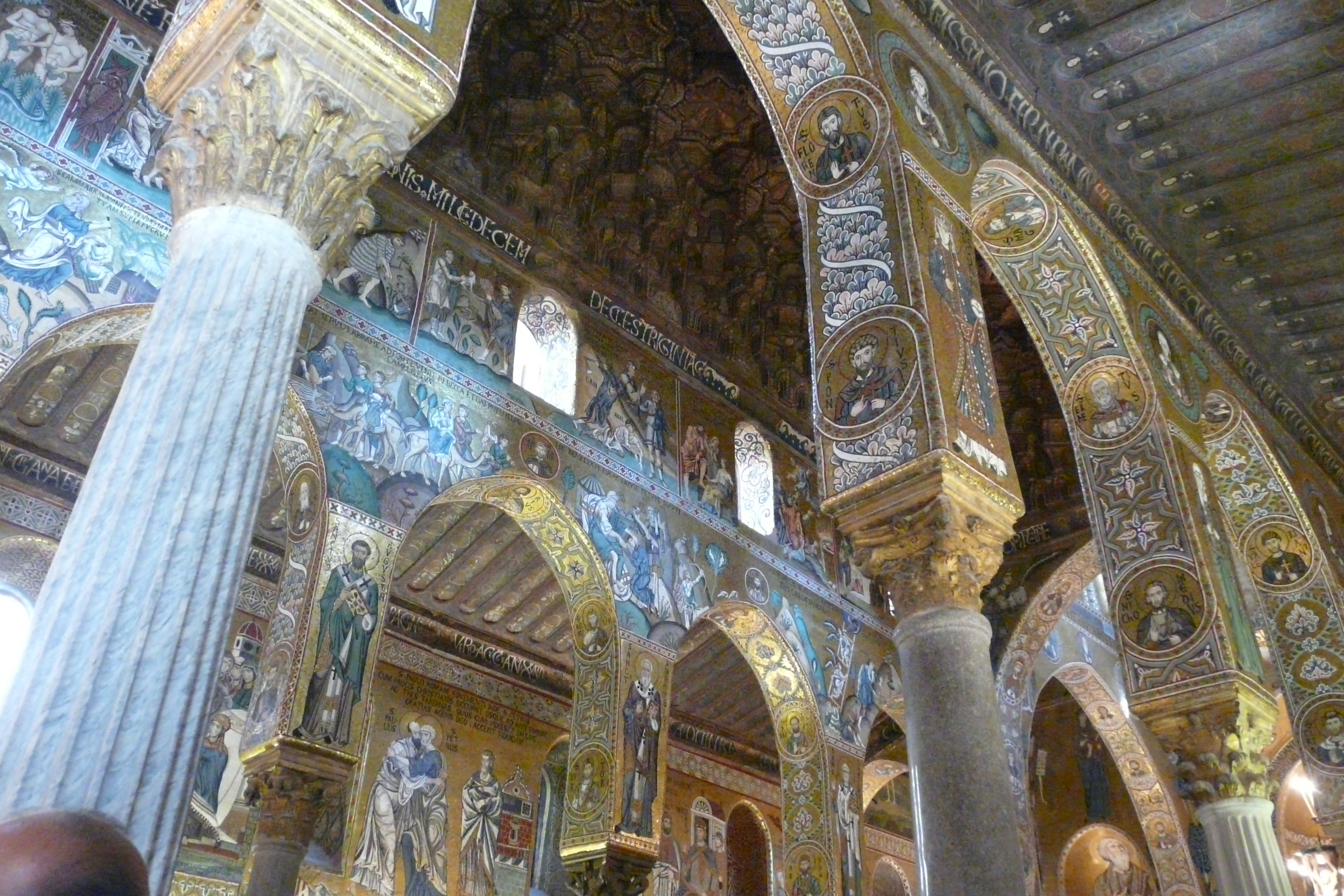

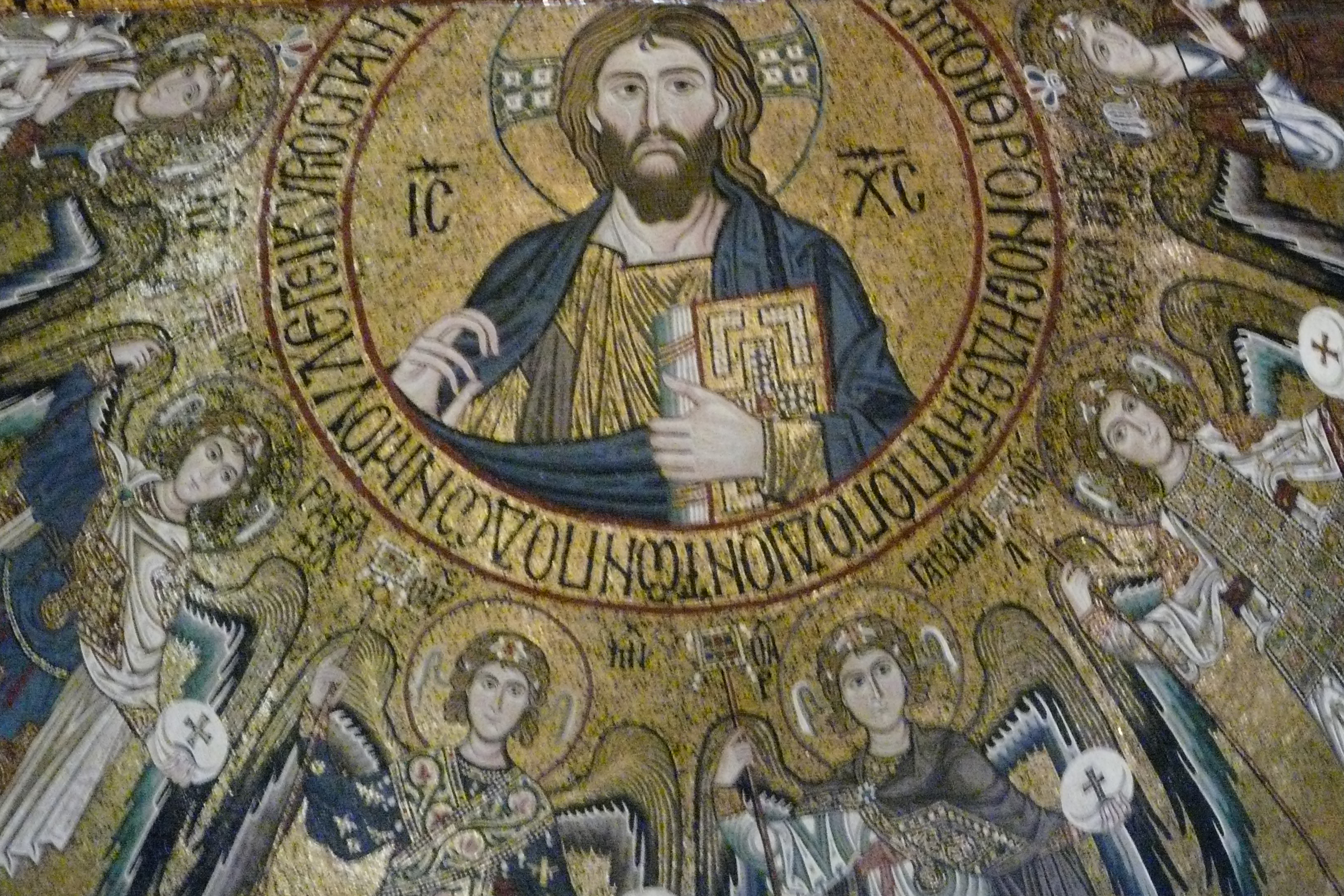
Crist Pantocràtor
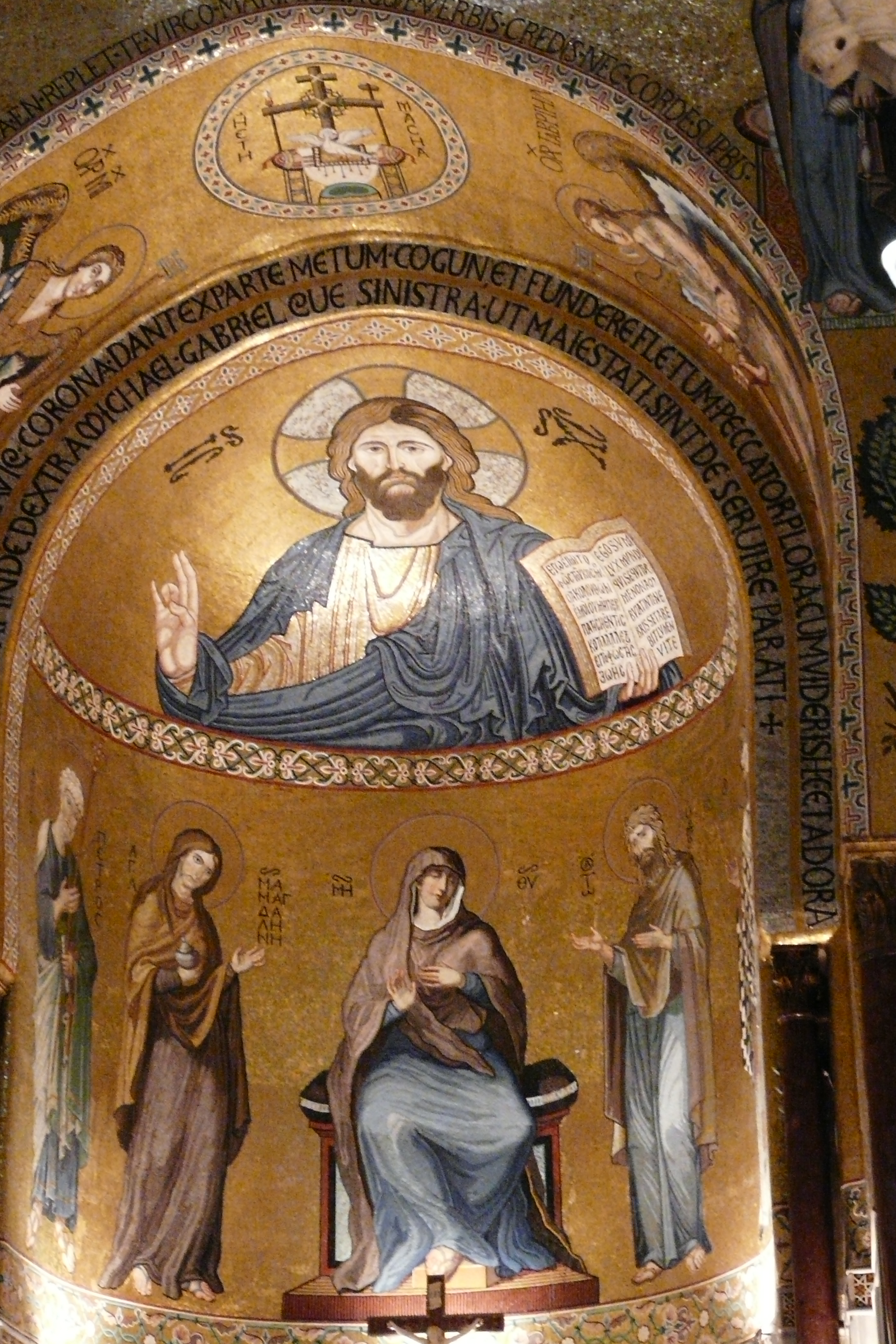
Mosaic de l'absis
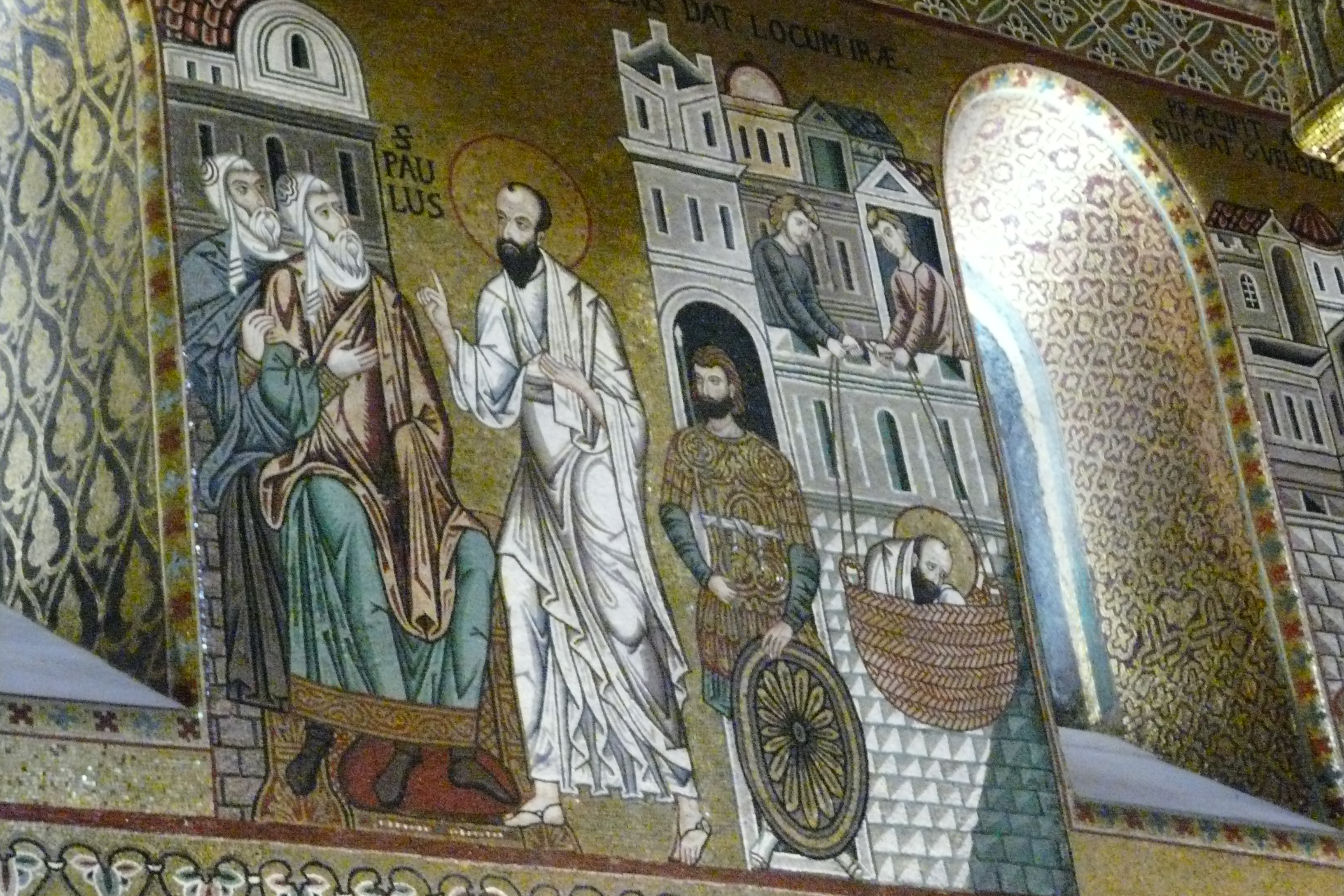
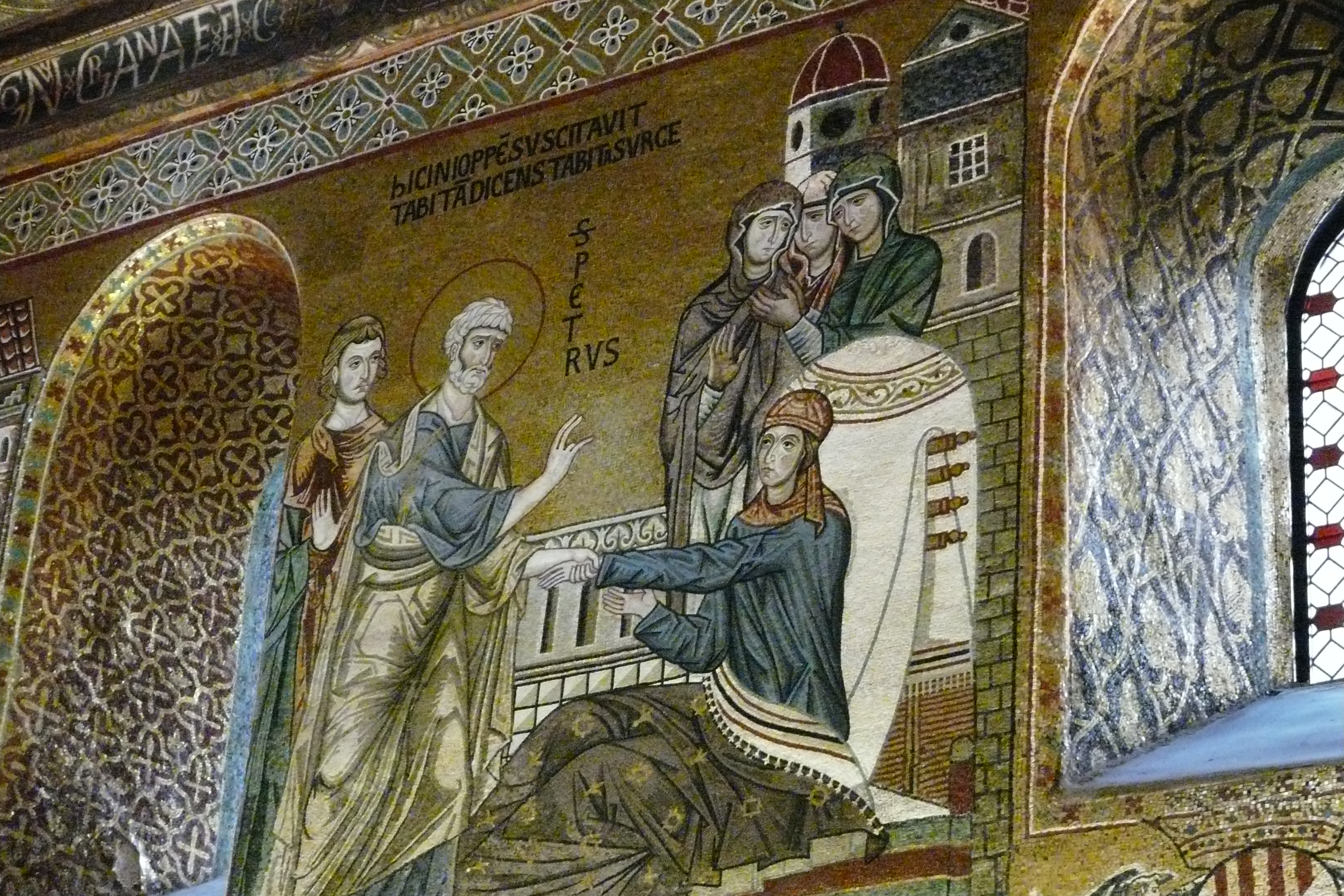
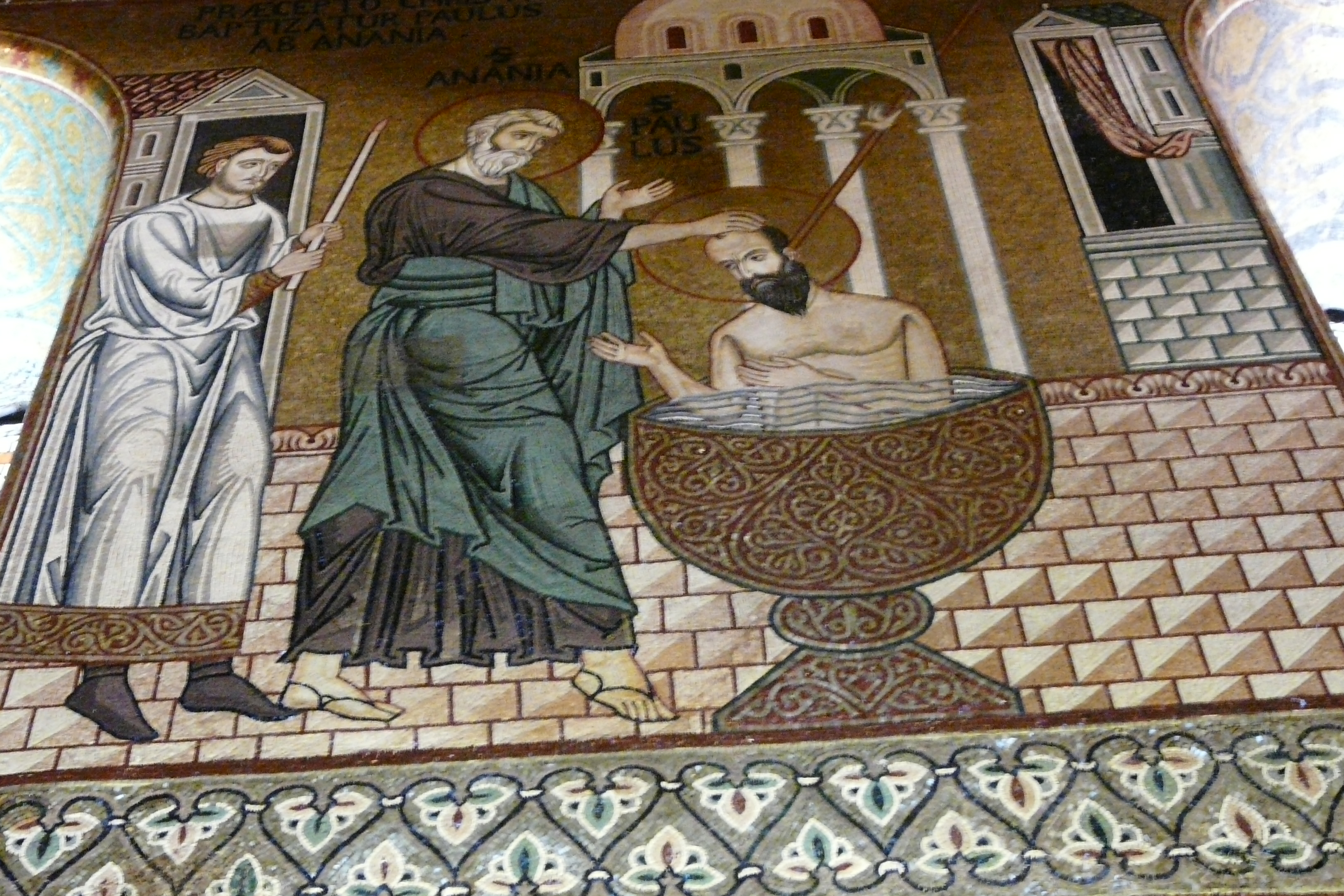
Escena del baptisme